# Pterorana khare
Pterorana khare là một loài ếch trong họ Ranidae. Nó là đại diện duy nhất của chi Pterorana và 100% bị đe dọa hoặc tuyệt chủng.. Đây là loài đặc hữu của Ấn Độ.
Các môi trường sống tự nhiên của chúng là rừng ẩm vùng đất thấp nhiệt đới hoặc cận nhiệt đới, vùng núi ẩm nhiệt đới hoặc cận nhiệt đới, và sông.